# Eqües
Els eqües (en llatí: Aequi; en grec antic: Αἶκοι, Αἰκανοί, ecans), anomenats també equicolans (llatí: Aequicŏli; grec antic: Αἰκολανοί), foren un poble itàlic que habitava la regió muntanyosa de l'alta vall del riu Anio i els Monts Carseolans. Eren veïns dels llatins, els sabins, els marsos i els hèrnics.
Els antics els consideraven un poble muntanyenc, bèl·lic i amb hàbits depredadors. La seva màxima importància política fou al segle v aC, i a partir del segle iv aC començaren a assimilar-se als seus veïns i a romanitzar-se, fins a deixar de ser considerats un poble amb entitat pròpia.
Parlaven una llengua itàlica que feia part del grup sabèl·lic; probablement estava estretament emparentada amb l'umbre, però es fa difícil de dir perquè solament es coneix per dues inscripcions.

## Localització

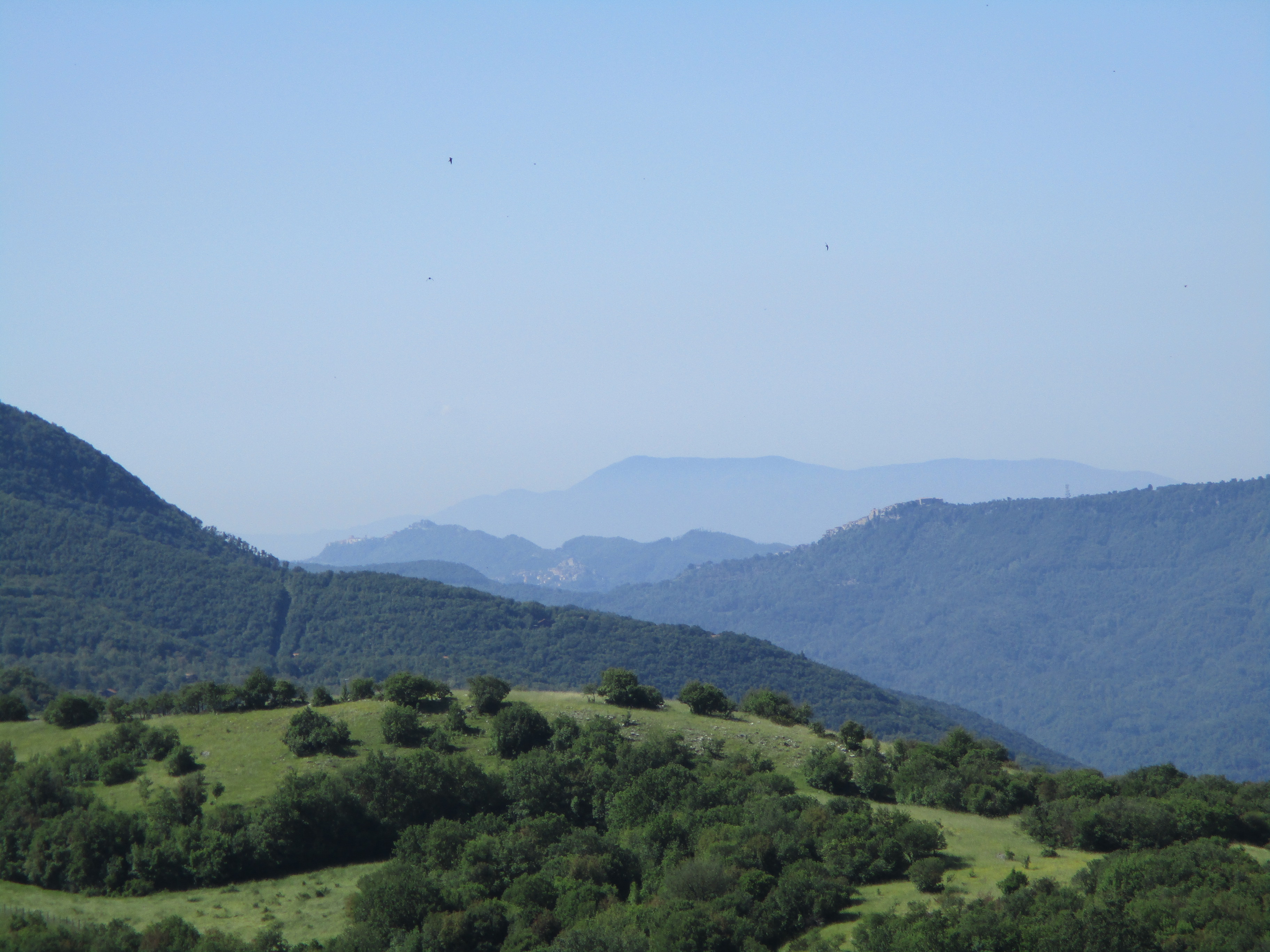
Els Monts Carseolans, territori dels eqües

La seva població principal sembla que era Nerses, la qual no ha estat mai localitzada, però sembla que es trobava a prop del territori dels marsos, malgrat que Estrabó la situa a tocar del territori dels sabins, prop de Cures. Posteriorment, la colònia de Carsèols esdevengué la seva ciutat principal, ja indicada per Plini el Vell juntament amb Clitèrnia, a la vall del Salto; a més, Alba Fucens sembla que es trobava en el territori originari dels eqües, però fou poblada per gent de pobles veïns (marsos, segons Titus Livi). Plini també enumera com a localitats dels eqües Comini, Tadiates, Caedici i Alfaterni, indiant que, al seu temps, ja no existien.
A les portes del Laci, davant el territori dels eqües, hi havia les ciutats llatines de Tíbur i Preneste. Històricament, els eqües es van estendre pel territori llatí: tot i que ocuparen ciutats com Boles, falliren a conquerir Preneste. També sembla probable que capturassin Alba Fucens, ocpuació que Titus Livi atribueix als volscs però raonablement cal atribuir als eqües.

## Història

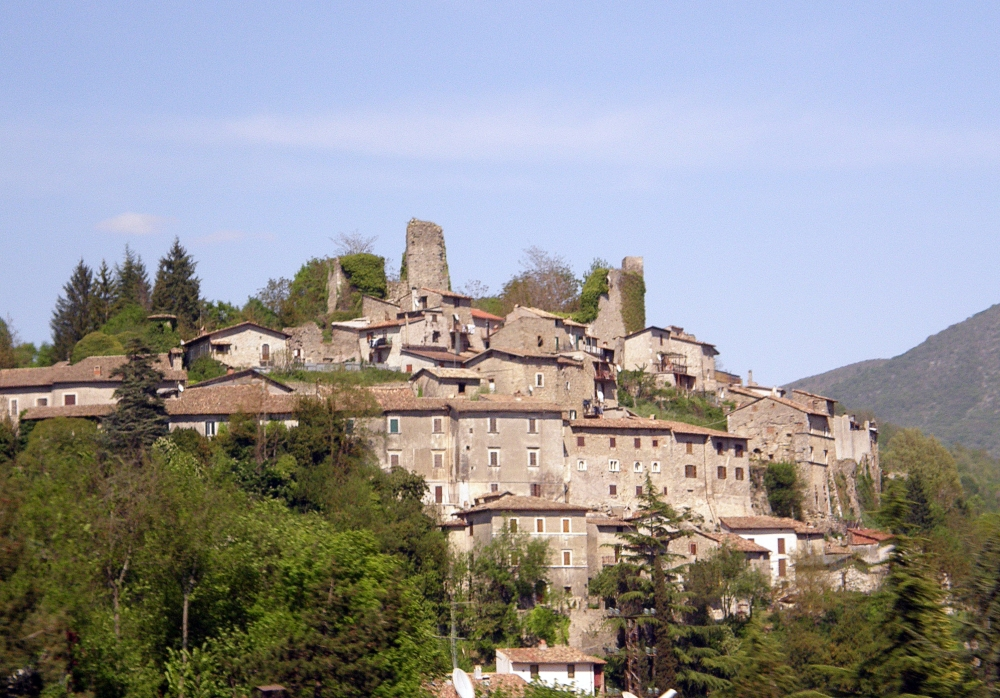
L'actual Carsoli, antiga Carsèols, ciutat en l'antic territori dels eqües

No hi ha cap autor antic que indiqui l'origen dels eqües. Probablement eren de la mateixa soca que els volscs, que serien de l'ètnia dels oscs del centre d'Itàlia, amb influències, durant un període posterior, dels sabins, amb els quals possiblement es van barrejar. Hi ha historiadors que pensen que eren els primers pobladors d'aquesta part d'Itàlia.
Els eqües apareixen a la història com a ocupants del territori muntanyós de l'interior de Tíbur i Preneste, que sempre varen ser ciutats llatines. Els eqües varen anar envaint els territoris veïns dels llatins, i van arribar fins a les planes del Laci. Van convertir-se en una nació important, i la seva expansió va coincidir amb la dels volscs, poble amb el qual els historiadors antics sovint confonien: certs autors moderns coincideixen a dir que les grans accions de Coriolà contra els volscs també devien ser contra els eqües. La primera menció històrica dels eqües és durant el regnat de Tarquini Prisc a Roma, que va fer la guerra contra ells i els va derrotar i sotmetre, almenys nominalment, segons diuen Estrabó i Ciceró. Titus Livi diu que Tarquini el Superb va fer un tractat de pau amb els eqües.
No va ser, però, fins després de la caiguda de la monarquia romana que van aparèixer amb força. L'any 494 aC van envair territori llatí, i els llatins van demanar ajut a Roma. Els eqües van tenir com aliats els volscs, i van continuar una lluita d'expansió contra els llatins i els romans. Els hèrnics i els llatins lluitaven al costat de Roma, i les lluites entre ells es repetien periòdicament i van durar molts anys. Del 494 aC fins a l'època del primer decemvirat, al 450 aC, els eqües van portar la iniciativa i van tenir moltes victòries. El 463 aC van acampar al mont Àlgid, d'on instigaven contínuament els romans, i en aquesta època van ocupar les ciutats llatines de Bola, Vitèl·lia, Corbió, Labicum, i Pèdum. La victòria, molt anomenada, de Cincinnat el 458 aC no sembla que suposés cap canvi radical.

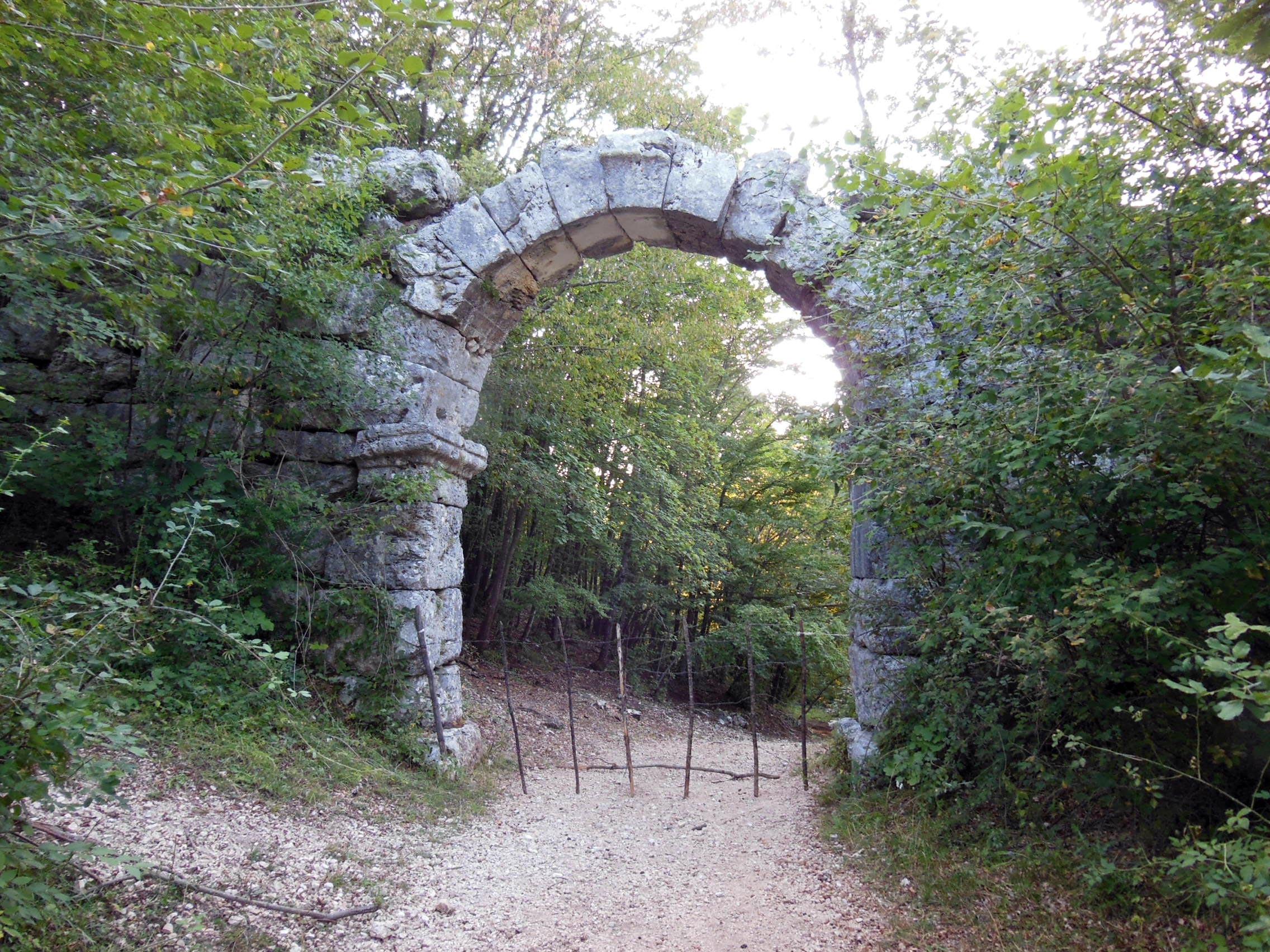
L'arc de Treba limitava el territori dels eqües amb el dels hèrnics, al sud

Els romans van derrotar els eqües a la batalla del Mont Àlgid, i el 450 aC, a la invasió dels gals, els eqües no van aconseguir cap victòria, i de fet van perdre empenta: la batalla de Corbione va marcar definitivament el domini de Roma sobre aquesta tribu. Van ser derrotats pel dictador Aulus Postumi Tubert el 428 aC, cosa que va suposar el començament de la seva decadència, segons diuen de forma coincident Titus Livi, Diodor de Sicília i Ovidi. L'any 415 aC van perdre la seva posició al mont Àlgid. És possible que en aquest temps els eqües ajudassin als volscs contra els samnites, cosa que els va fer descuidar els seus enfrontaments amb els romans. Pel mateix temps van perdre les ciutats llatines que ocupaven.
Després de les invasions dels gals, la força dels eqües ja era molt menor, potser per les pèrdues durant les guerres contra els mateixos gals. Les seves campanyes del 386 aC i 385 aC van fallir, i van deixar de fer la guerra contra Roma, car no apareixen durant vuitanta anys. El 304 aC, la lluita dels hèrnics els va portar a la guerra altre cop, que va acabar amb una derrota total, i les seves ciutats les van ocupar els romans. Titus Livi diu que en van ocupar 41, però no n'esmenta cap. Segons Livi, els eqües haurien estat exterminats, si bé cal dir que en els anys següents es tornen a trobar els eqües lluitant contra Roma, en dues campanyes en què també van resultar derrotats.

### Sota domini romà
Finalment, els romans varen sotmetre els eqües, que foren admesos com a ciutadans. Sembla que van ser inclosos a les tribus Aniensis i Terentina, que havia creat feia poc el cònsol Publi Sulpici Saverrió. A partir d'aquesta època, els deixen de ser esmentats, probablement perquè es degueren assimilar als llatins.
En temps de l'Imperi, encara es troba un municipi que portava el seu nom (Res Publica Aequiculanorum i Municipium Aequicolanorum). Com a colònia s'esmenta lager Ecicilanus, que se suposa és una deformació de Ager Aequiculanus.